# L'imperatore di Portugallia
L'imperatore di Portugallia (sv. Kejsaren av Portugallien ) è un romanzo della scrittrice svedese Selma Lagerlöf, premio Nobel per la letteratura nel 1909.

## Trama
L'opera, del 1914, tratta la storia di Klara Gulla che, alla nascita, sconvolge e stravolge la vita del padre Jan facendogli scoprire un amore mai provato prima di allora.
Quando, crescendo, Klara Gulla (bella e "luminosa" è il significato del suo nome) si allontana dalla casa familiare per cercare fortuna e finisce con il prostituirsi per potersi mantenere, il padre, incapace di accettare quella squallida realtà finisce per crearsene una tutta sua, meravigliosa, in cui credere: quella di essere Imperatore di uno stato fantastico chiamato Portugallia.
La triste storia di Jan è la storia dei visionari, di chi riesce a vedere oltre la realtà, un mondo plasmato dall'amore.
Dal libro fu tratto un film del 1925, The Tower of Lies, diretto da Victor Sjöström (con il nome Victor Seastrom), una pellicola considerata praticamente introvabile.